# Edmund Schroeder
Edmund Friedrich Joachim Ludwig Schroeder (*  11. Dezember 1891 in Karow; † 20. Januar 1965 in Schwerin) war ein deutscher Pädagoge und Sachbuchautor aus Schwerin.

## Leben und Wirken
Edmund Schroeder war der Sohn des Karower Bahnhofsvorstehers August Heinrich Schroeder. Ab 1893 wohnte die Familie in Schwerin, wo er die Bürgerknabenschule und das Realgymnasium besuchte. Ab 1911 absolvierte er ein Philologiestudium an den Universitäten in Marburg und Leipzig. Es folgte 1914–1918 der Kriegsdienst im Ersten Weltkrieg. 1919 legte er an der Universität Greifswald das Staatsexamen ab und 1920 die Staatsprüfung für das Lehramt an höheren Schulen und zum Studienassessor. 1921 wurde er Studienrat am Realgymnasium Schwerin. Nach 1945 war er Lehrer an der Oberschule für Jungen in Schwerin und wirkte als Dozent an der Volkshochschule, zudem war er Mitglied des Bezirksseminars für Lehrer an Oberschulen. Aus gesundheitlichen Gründen schied er 1952 aus dem Schuldienst und widmete sich zunehmend der literarischen Arbeit. Bereits ab 1947 hatte er in der Literatur- und Kulturzeitschrift Heute und Morgen mehrere Beiträge zur Geschichte Mecklenburgs und zu Fischland, Darss und Ahrenshoop veröffentlicht.
Schroeder verfasste als bereits 50-Jähriger in den Jahren 1954 sowie 1957 in der DDR zwei umfängliche Heimat- und Landschaftsbücher, die mit 20-tausender-Auflagen eine hohe Verbreitung erreichten. Seine Erkundungen unternahm er zu Fuß oder mit dem Fahrrad. In der Einleitung „An den günstigen Leser“ des Mecklenburg-Buches nannte er sich selbst ironisch einen  „Wanderverführer“.
Edmund Schroeder war mit dem Maler Karl Hennemann befreundet, der auch seine Werke illustrierte. Er veröffentlichte im von 1947 bis 1964 existierenden Petermänken-Verlag, zu dessen Mitinhabern Willi Bredel zählte.

## Schriften
- Wägen und Wirken. Ein deutsches Lesebuch, Heimatausgabe für Mecklenburg. 1925
- Geschichte des Staatlichen Realgymnasiums (der früheren Großherzoglichen Bürger- und Realschule zu Schwerin (Meckl.)): auf Grund der Akten dargestellt von Edmund Schroeder. In: Das Realgymnasium zu Schwerin (Meckl.) 1835–1935. Bärensprung, Schwerin 1935, S. 5–71
- Schwerin in der Heimatdichtung. In: Mecklenburgische Monatshefte. Band 12, 1936, 136, S. 189–193
- Aufsätze in der Kulturzeitschrift Heute und morgen.
  - Dichter – Demokraten. 1947
  - Woher der Name Mecklenburg? 1947
  - Mecklenburgs Einpreußung. 1948
  - Ein Maler der Wasserkante. 1949, S. 91–95 (Betr.: Hans Oberländer, geb. 1885 in Rostock.)
  - Ahrenshooper Menschen und Häuser. 1952
- Schwerin. Skizzen aus einer alten Stadt. Petermänken-Verlag Schwerin 1954, 1956 (2. Auflage)
- Mein Mecklenburger Land. Bild einer deutschen Landschaft. Petermänken-Verlag, Schwerin / Reclam, Leipzig 1957; 1958 (2.); 1962 (3.)

Herausgeber
- Heinrich Seidel: Märchen. Petermänken-Verlag, Schwerin 1948 (Bilder von Herbert Bartholomäus)